# Oxford United Football Club
L'Oxford United Football Club és un club de futbol anglès de la ciutat d'Oxford, Oxfordshire.

## Història

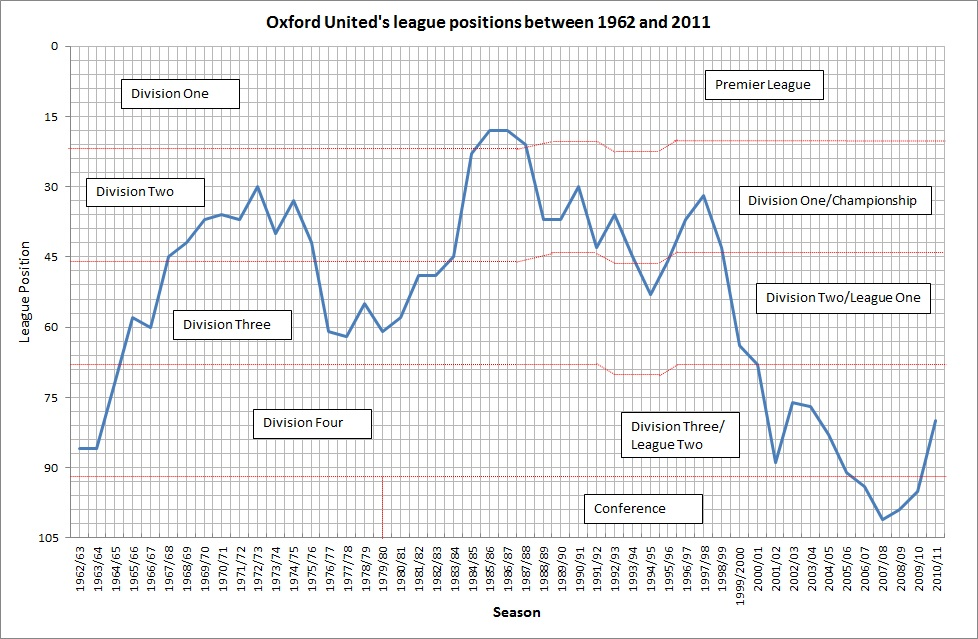
Posicions a la lliga entre 1963 i 2011.

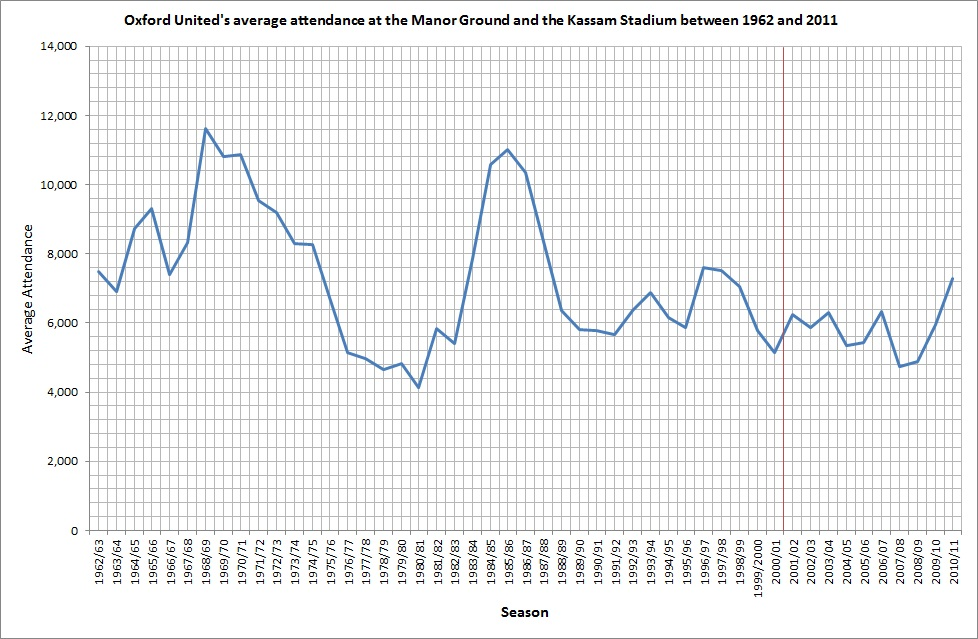
Assistència al camp entre 1963 i 2011. La línia vermella senyala la marxa al Kassam Stadium.

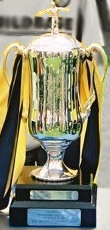
La Milk Cup.

El club nasqué amb el nom Headington FC l'any 1893, afegint el sufix United (Headington United) el 1911 després de fusionar-se amb el club Headington Quarry. Els fundadors del club foren el reverend John Scott-Tucker, vicari de l'església de Saint Andrew, i el doctor Robert Hitchings. L'equip de futbol ajudava els jugadors del club de criquet Headington Cricket Club a mantenir-se en forma durant l'hivern. L'any 1899, el club ingressà a la segona divisió de l'Oxfordshire District League, competició que el 1919 es convertí en Oxfordshire Junior League. L'any 1921 ascendí a l'Oxfordshire Senior League. El 1949 ingressà a la Southern League, després d'esdevenir professional. El 1960 el Headington United fou reanomenat Oxford United. Dos anys més tard, el 1962, es proclamà campió de la Southern League per segona temporada consecutiva i fou escollit per jugar a la quarta divisió de la Football League. Ascendí a Tercera la temporada 1964-65 i a la Segona Divisió la temporada 1967-68. Baixà a Segona Divisió el 1975-76 i tornà a ascendir, aquest cop fins a Primera Divisió l'any 1984.
L'Oxford United finalitzà divuitè la temporada 1985-86, evitant el descens en vèncer l'Arsenal 3-0 en el darrer partit. També guanyà la Copa de la Lliga anglesa de futbol, anomenada aleshores Milk Cup. Aquest fet hagués suposat la classificació del club per la Copa de la UEFA, però en aquells moments, els clubs anglesos estaven suspesos i no hi podien participar, arran del desastre de Heysel. A partir de 1988 s'inicià un període de 18 anys en els quals el club declinà fins que l'any 2006 passà a la categoria Conference National. Era el primer cop en la història que un club que havia guanyat un trofeu major, era descendit de la Football League. Les següents quatre temporades va aconseguir una millora fins a accedir a la League Two l'any 2010.
Ron Atkinson és el jugador amb més partits totals jugats amb 560, John Shuker té el rècord en partits de Football League amb 478 i Graham Atkinson (germà de Ron) és qui més gols ha marcat amb 107.
Pel que fa a la rivalitat, els principals rivals del club segons els seguidors són: Swindon Town, Reading i Wycombe Wanderers.

## Estadis

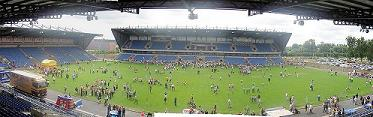
Panoràmica del Kassam Stadium.

El club no tingué camp fix fins que el 1913, combinant els terrenys de Quarry Recreation Ground, Wootten's Field, Sandy Lane i Britannia Field. El 1913 adquirí el camp a Wootten's Field a la carretera de Londres. El 1925 es traslladà a Manor Ground. Aquest terreny fou compartit amb el Headington Cricket Club fins a l'any 1949, en què aquest darrer club es traslladà a Cowley Barracks. Des del 2001 el club juga al Kassam Stadium.

## Uniforme

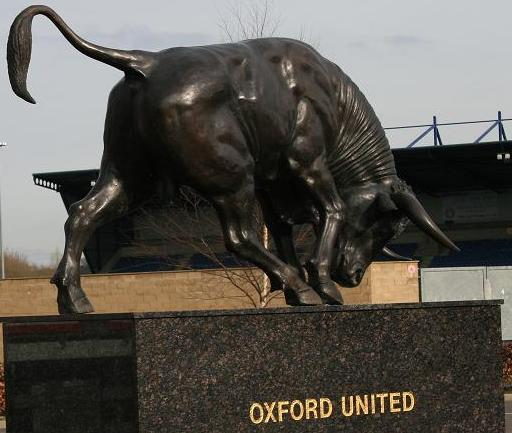
Estàtua de bronze als afores de l'estadi.

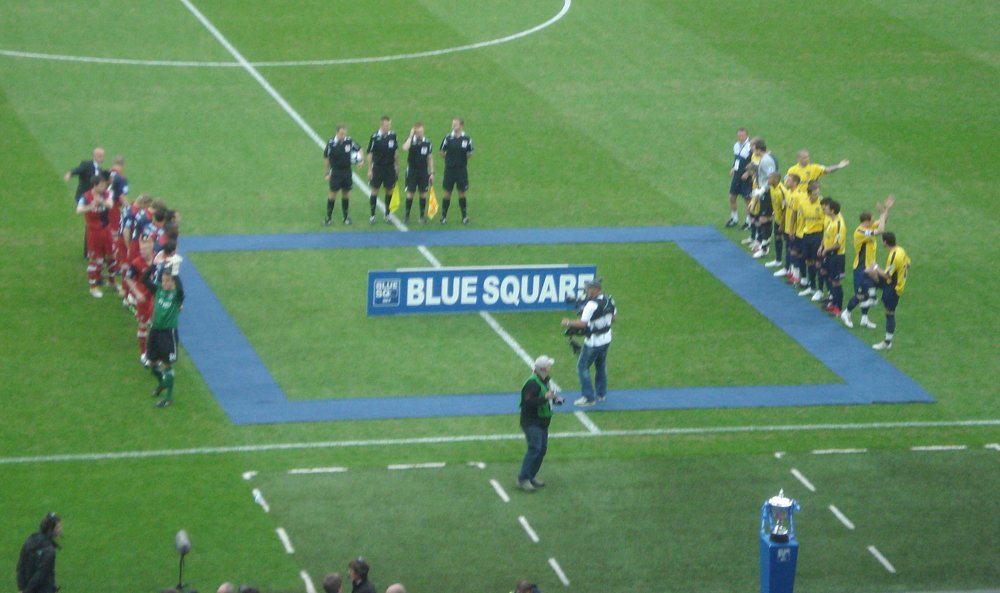
Oxford United que jugà enfront York City al play-off final del 2010 a la Football Conference.

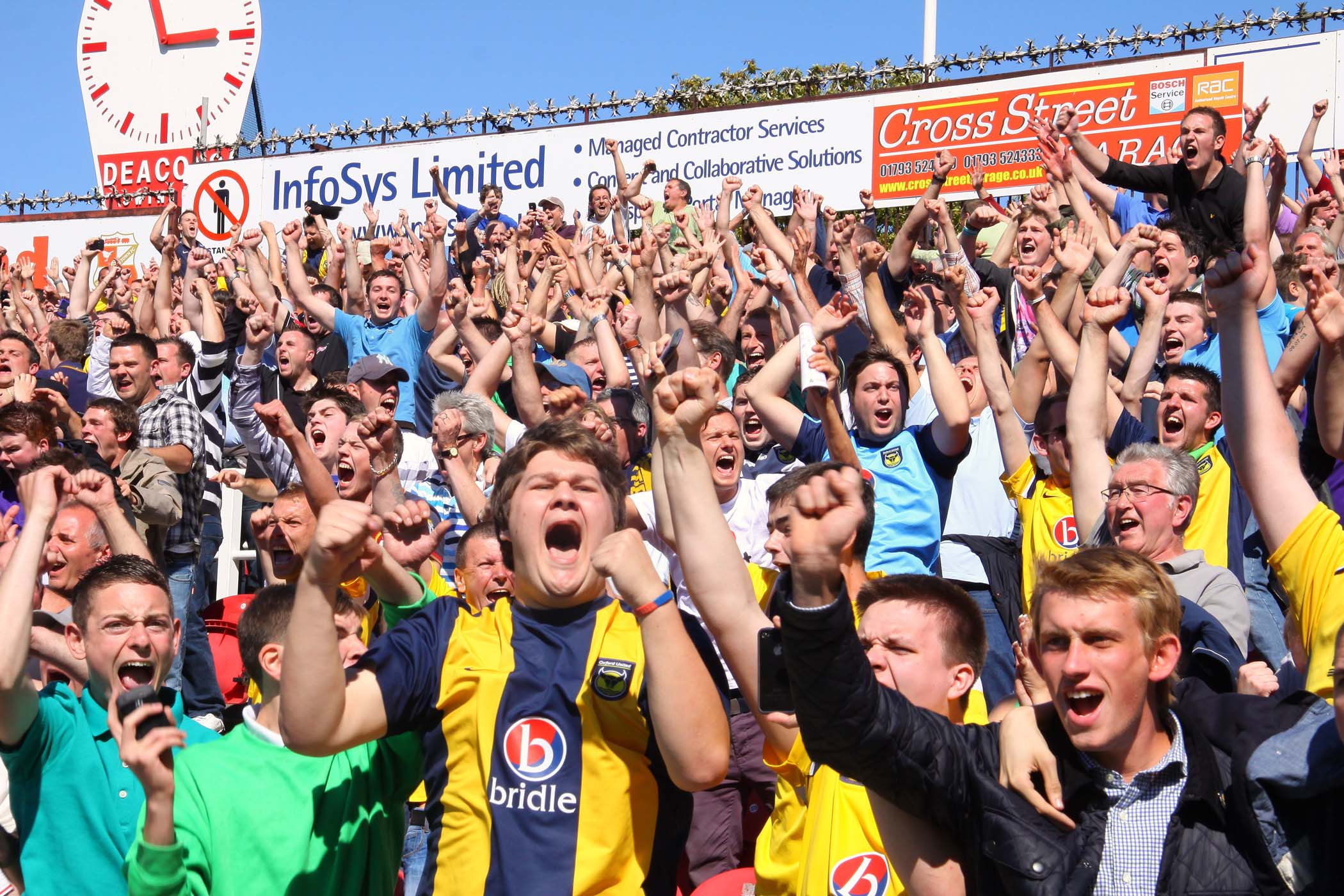
Seguidors celebrant una victòria l'any 2011 enfront Swindon Town.

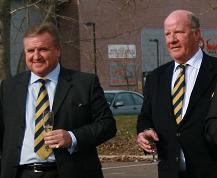
Antics directius Nick Merry (esquerra) i Jim Smith (dreta)

El club jugava inicialment de taronja i blau, però canvià a samarreta groga la temporada 1957-58.

## Palmarès
- Southern League:
  - 1952-53, 1960-61, 1961-62[20]
- Southern League Cup:
  - 1952-53, 1953-54[21]
- Segona Divisió anglesa:
  - 1984-85[22]
- Tercera Divisió anglesa:
  - 1967-68, 1983-84[22]
- Copa de la Lliga anglesa de futbol
  - 1986[1]